# Статусные немцы
Статусные немцы (нем. Statusdeutsche) — в праве Германии: немцы (в смысле Конституции ФРГ), не обладающие немецким гражданством (то есть граждане других государств или лица без гражданства), а также их законные супруги и потомки. Немецкое право приравнивает статусных немцев в правах и обязанностях к гражданам Германии. После вступления в силу новой редакции закона о гражданстве (1999) все статусные немцы автоматически получают немецкое гражданство с момента получения свидетельства о признании в качестве статусного немца на территории ФРГ. Однако не все этнические немцы без немецкого гражданства попадают под категорию статусных немцев. Получение этого статуса предполагает выполнение определённых предпосылок и регламентируется законами ФРГ.

## Правовое положение

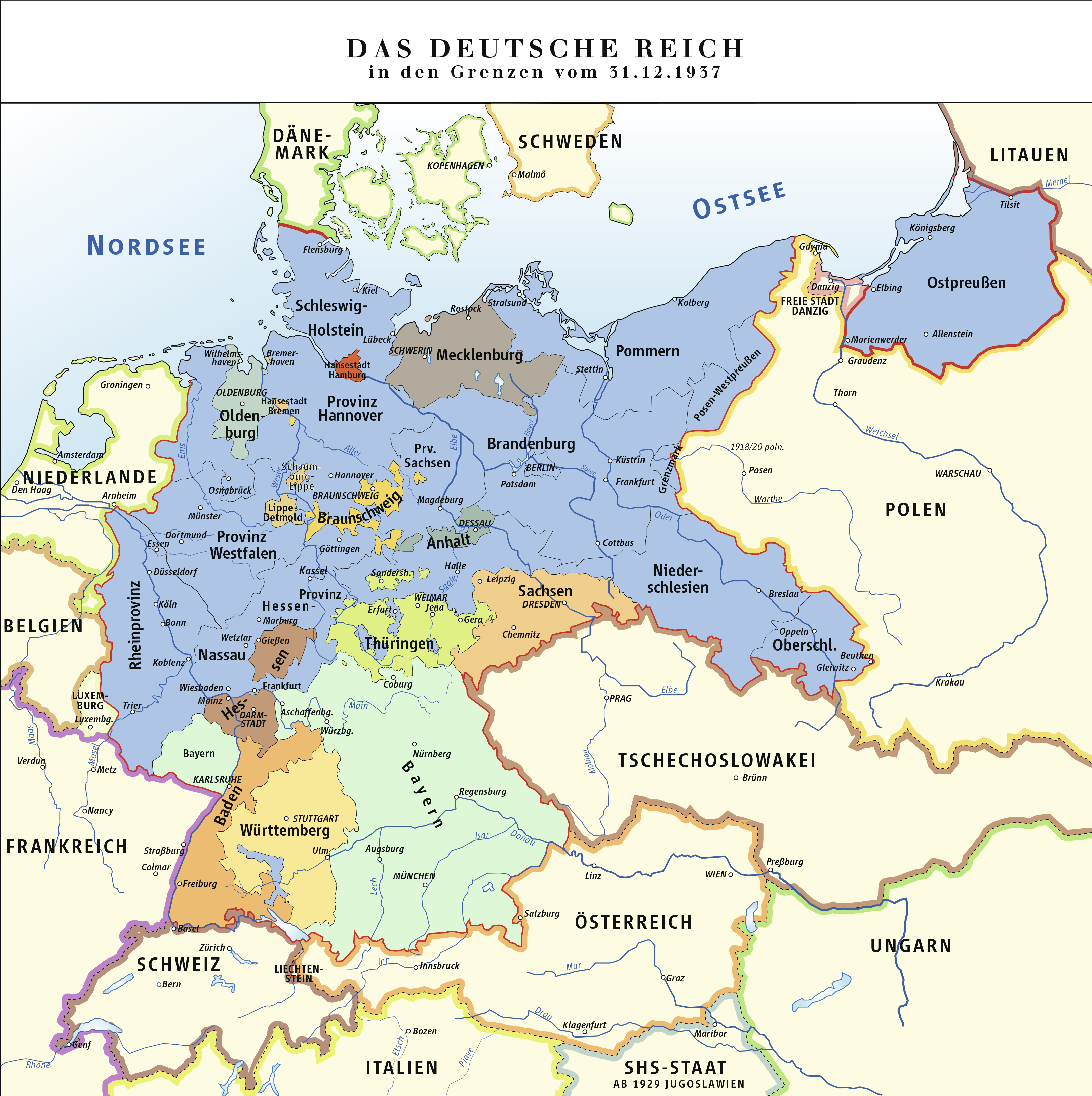
Германский рейх в границах по состоянию на 31 декабря 1937 года

Согласно абзацу 1 статьи 116 «Основного закона ФРГ», статусными немцами объявляются беженцы или перемещённые лица немецкой национальности, их супруги и потомки, нашедшие убежище на территории Германии в границах, существовавших на 31 декабря 1937 года. Лица, вынужденно переселившиеся или депортированные на территорию Германской империи, однако затем покинувшие её до вступления в силу Конституции ФРГ 24 мая 1949 года, не признаются статусными немцами.
Целью введения данного положения в конституцию ФРГ было желание решить сложные вопросы, связанные с гражданством членов семей немецких беженцев с бывших территорий Германской империи, и обеспечить им интеграцию на территории ФРГ. Точное определение понятия «беженцев или перемещённых лиц немецкой национальности» было, однако, впервые определено лишь в принятом в 1953 году «законе о делах перемещённых лиц и беженцев». Приобретение официального статуса «статусного немца» происходило лишь после их регистрации на территории ФРГ.
До 1 июля 1990 года точная процедура приёма статусных немцев на территории ФРГ не была законодательно прописана, затем она была частично регламентирована лишь для категории «аусзидлеров» — этнических немцев из Восточной Европы и СССР. После 1 января 1993 года в качестве статусных немцев осуществляется лишь приём «поздних переселенцев».
Не имея немецкого гражданства, статусные немцы с момента официального получения данного статуса обладают равными правами и обязанностями немецких граждан. При этом качество «статусного немца» безвозвратно теряется, если лицо снова покидает Германию и возвращается в прежние места поселения до принятия им немецкого гражданства. До 31 июля 1999 года статусные немцы были наделены безоговорочным правом на получение гражданства ФРГ (по праву крови) и могли его приобрести, просто подав соответствующее заявление. В предоставлении гражданства им могло быть отказано лишь в том случае, если они представляли угрозу государственной безопасности ФРГ. При этом данная категория лиц фигурировала в статистике натурализации иностранцев.
1 августа 1999 года всем статусным немцам, ещё не приобревшим немецкое гражданство по заявлению, оно было присвоено автоматически по закону. Сегодня немецкое гражданство предоставляется всем статусным немцам сразу же после прибытия в Германию и получения ими официального свидетельства о признании их в качестве переселенца (согласно § 7 закона о гражданстве). Таким образом, сегодня правовая категория «статусных немцев» в Германии является лишь краткосрочным промежуточным положением репатриировавшихся в ФРГ переселенцев — от регистрации факта переселения в Германию на месте прибытия до получения свидетельства переселенца. Статусные немцы после 1 августа 1999 года более не фигурируют в статистике натурализации иностранцев и автоматически причисляются к немецким гражданам.